# Теодора Комнина Кантакузин
Теодора Комнина Кантакузина (грч. Θεοδωρα Κομνηνη Καντακουζηνη; око 1340 – после 1390.) била је супруга цара Алексија III Великог Комнина, била је царица Трапезунтског царства од ступања у брака 1351. године, до мужевљеве смрти 1390. године.

## Породица
Постоји претпоставка да је Теодора била ћерка севастократора Нићифора Кантакузина. Према историји њиховог рођака цара Јована VI Кантакузина, севастократор Нићифор је затворен по наређењу Алексија Апокавка, једног од главних саветника царице Ане Савојске у грађанском рату против цара Јована VI, 1341. године, севастократор Нићифор је касније пуштен и забележен је као гувернер Адријанопоља 1341. године. 1350-их, поставши севастократор. Доналд Никол тврди да је Нићифор рођак цара Јована VI. Идентитет Теодорине мајке је непознат.

## Брак
Када је свргнути цар Михаило Велики Комнин, после извесног времена заточеништва, послат у Цариград, са њим је био и "татас" (управник двора), Михаило Сампсон, који је добио задатак да пронађе одговарајућу жену за новог владара цара Алексија III. Доналд Никол претпоставља да је византијски цар Јован VI руководио потрагом, „јер пронађена жена је била ћерка његовог рођака.“ Стигла је у Трапезунт 3. септембра 1351, а 28. септембра се удала за цара Алексија III. Венчали су се у новоизграђеној цркви Светог Евгенија. Њеном новом мужу недостајало је око недељу дана до свог тринаестог рођендана; Сматра се да је Теодора вероватно била истих година.
Оно што се зна о њеном животу као царице углавном се заснива на хроници Михаила Панарета, која је увек језгровита. Његова хроника помиње царицу Теодору по имену шест пута, укључујући запис о њеној удаји и смрти; помиње се још два пута само њеном титулом деспине; а за обавештења о рођењу двојице Алексијевих синова њено име је изостављено. Она је пратила цара Алексија III када је био у походу на Јована Чанихита, током овог похода цар Алекисје III је угушио његову побуну у марту 1352; пратила је и цара Алексија III и његову мајку царицу Ирину када је 1355. године, пловио против побуњеног мега дукса Никите Схоларија; поново их је пратила када су побегли од избијања Црне смрти у Трапезунту у марту 1362. године; и присуствовала је венчању своје ћерке Ане са царем Алексијем III и његовом мајком царицом Ирином јуна 1367. године. Панаретово једино обавештење о царици Теодори које се не може објаснити као део њене улоге жене или царице јесте њено изненађујуће учешће у погребној поворци за ванбрачног Алексијевог сина, Андроника, заједно са Андрониковом мајком; Андроник је умро под сумњивим околностима након пада са цитаделе 14. марта 1376.
Цар Алексије III је умро 20. марта 1390. године. Царица Теодора га је надживела, повукавши се у манастир у Цариграду. Она је вероватно монахиња „Теодосија Кантакузина“, коју је патријарх Матеј I описао као „покојну царицу Истока“ у документу од јуна 1400. године у вези са новцем који је монахиња завештала за изградњу ксенона или болнице у граду.
Царица Теодора Кантакузин и цар Алексије III Велики Комнин, имали су седморо деце:
- Ана (1357 – после 1406), која се удала за грузијског краља Баграта V
- Василије (1358–1377)
- Манојлo III (1364–1417), цар 1390–1416. Ожењен Гулкхан-Евдокијом од Грузије.
- Евдокија, која се удала за Таједина, емира Лимније 8. октобра 1379. године. Други брак је склопила са Константином Драгашем (Дејановићем).
- Неименована ћерка, која се удала за Сулејман Бега, емира Халивије.
- Још једна неименована ћерка, која се удала за Мутахартена, емира Ерзинџана.
- Трећа неименована ћерка, која се удала за Кара Османа, поглавицу Ак Којунлуа.

Портрети ње и њеног мужа цара Алексија III могу се видети на две хрисовуље: једној која је оснивачка манастира Дионисијат на Светој Гори, из септембра 1374; и једна за манастир Сумела изван Трапезунта, из децембра 1364. године. Портрет царице Теодоре и цара Алексија III је насликан на зиду цркве Пресвете Богородице Хрисокефале у Трапезунту, али је уништен недуго након што га је К. Тексијер нацртао 1860-их.